# Cryptocellus foedus
Cryptocellus foedus är en spindeldjursart som beskrevs av John Obadiah Westwood 1874. Cryptocellus foedus ingår i släktet Cryptocellus och familjen Ricinoididae. Inga underarter finns listade i Catalogue of Life.